# Berkeley Islands
Berkeley Islands är öar i Kanada.   De ligger i territoriet Nunavut, i den norra delen av landet, 3 700 km nordväst om huvudstaden Ottawa. Den största ön i ögruppen är Helena Island.
Trakten runt Berkeley Islands är permanent täckt av is och snö.